# كارل بيل (طبيب نفسي)
كارل بيل (بالإنجليزية: Carl Bell)‏ هو طبيب نفسي أمريكي، ولد في 28 أكتوبر 1947 في Black Metropolis–Bronzeville District ‏ في الولايات المتحدة، وتوفي في 2 أغسطس 2019.